# کمدین (فیلم ۱۹۶۹)
کمدین (انگلیسی: The Comic) یک فیلم کمدی-درام آمریکایی به کارگردانی کارل راینر است که در سال ۱۹۶۹ منتشر شد.

## بازیگران
- دیک ون دایک
- میشل لی
- میکی رونی
- کورنل وایلد
- نینا وین
- استیو آلن
- گوین مکلئود
- جی نووللو
- فریتس فلد
- ایزابل سنفرد
- جف دانل
- کارل راینر